# Katyń (filme)
Katyn é um filme polonês de 2007 dirigido Andrzej Wajda, baseado no livro "Post Mortem: Katyn" de Andrzej Mularczyk, que trata do massacre de Katyn ocorrido em 1940.

## Elenco
- Andrzej Chyra...... Tenente Jerzy
- Artur Zmijewski...... oficial Andrzej
- Maja Ostaszewska...... Anna, esposa de Andrzej
- Danuta Stenka......  Roza, esposa do General
- Jan Englert...... General
- Magdalena Cielecka...... Agnieszka, irmã de Piotr
- Agnieszka Glinska...... Irena, irmã de Piotr
- Pawel Malaszynski...... Tentente Piotr
- Maja Komorowska...... mãe de Andrzej
- Wladyslaw Kowalski...... pai de Andrzej
- Wiktoria Gąsiewska...... Nika, filha de Anna e Andrzej
- Agnieszka Kawiorska...... Ewa, filha do General e Roza
- Stanislawa Celinska...... Stasia, empregada de Roza
- Antoni Pawlicki...... Tadeusz

## Prêmios
Melhor filme de 2007 da Academia Polonesa e foi indicado ao Oscar de melhor filme estrangeiro do mesmo ano.